# Habitatge al carrer del Fossar, 12 (Rupit)
L'Habitatge al carrer del Fossar, 12 és una casa de Rupit i Pruit (Osona) inclosa a l'Inventari del Patrimoni Arquitectònic de Catalunya.

## Descripció
Casa entre mitgeres assentada sobre el desnivell del terreny, amb el carener paral·lel a la façana, orientada a tramuntana. La banda de migdia mira vers la riera de Rupit. Consta de planta baixa i dos pisos. La planta baixa presenta dos portals rectangulars, la llinda de la dreta emmarca també una finestra. Al damunt hi ha una finestra conopial amb ampit i espiera. Damunt l'altre portal hi ha una altra finestra de les mateixes característiques, llevat de la llinda, que és llisa. Al segon pis s'hi obren dues finestres petites amb espieres i els ampits motllurats.
L'edifici té gravats algunes inscripcions: Llinda del portal esquerre: 16 IHS 81. Damunt els carreus: JASINTO TORRASASTRE. Llinda portal dret:AVE 17 IHS ---.
Construïda amb pedra unida amb morter de calç, els elements de ressalt són de pedra picada.

## Història
La importància de les cases d'aquest carrer rau sobretot en la bellesa arquitectònica i la unitat dels edificis que la integren, tots ells construïts als segles xvii i XVIII i que han estat restaurats recentment amb molta fidelitat.
L'establiment de cavallers al Castell de Rupit als segles xii i xiii donaren un caire aristocràtic a la població, al segle xiv la demografia baixa considerablement. Al fogatge del segle xvi ja s'observa una certa recuperació i a partir del segle xvii comença a ser nucli important de població, ja que durant la guerra dels Segadors, al 1654, s'hi establiren molts francesos.